# Evangelische Kirche (Ober-Ramstadt)

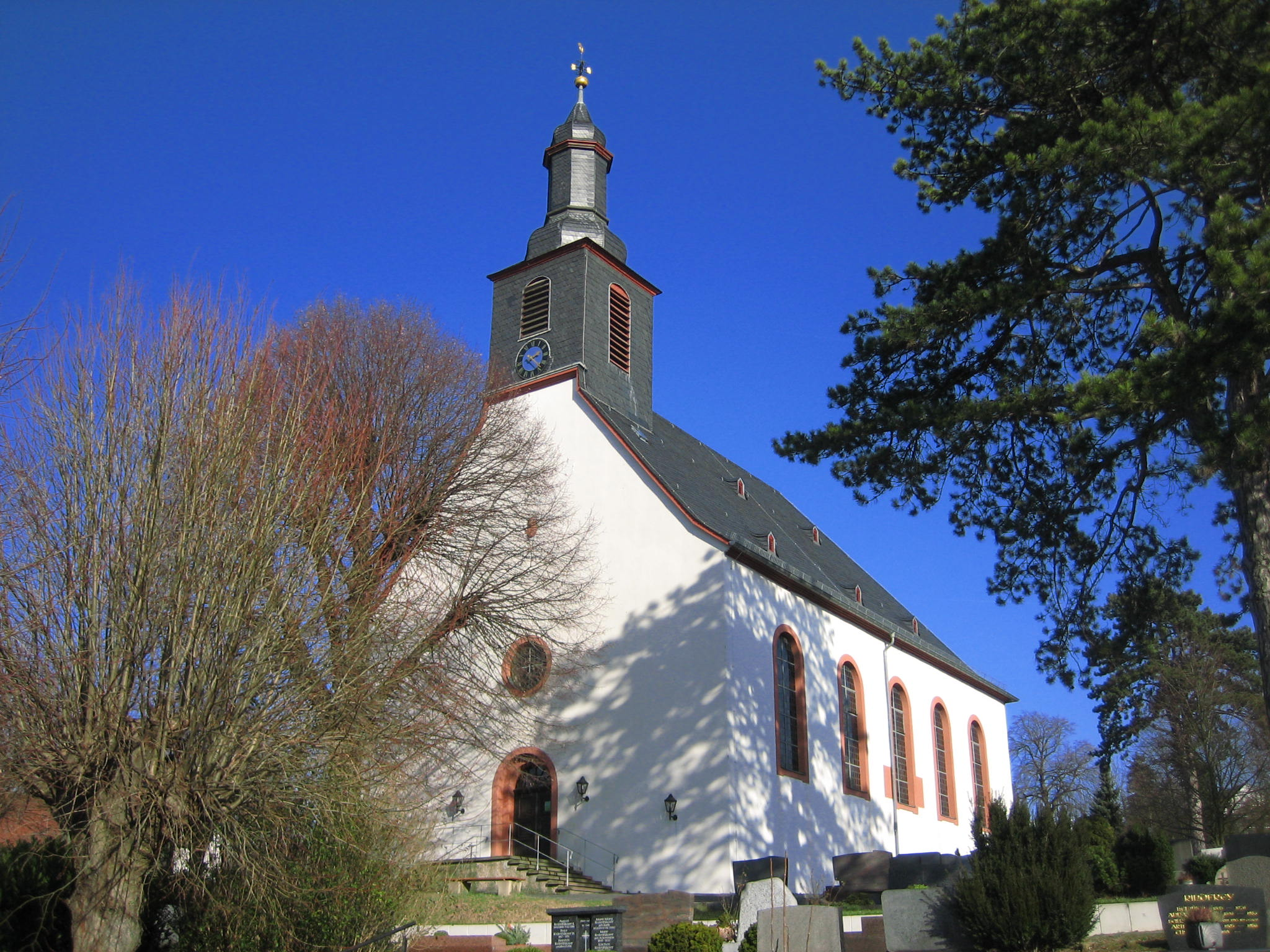
Evangelische Kirche in Ober-Ramstadt

Die Evangelische Kirche Ober-Ramstadt ist ein denkmalgeschütztes Kirchengebäude in der Stadt Ober-Ramstadt im Landkreis Darmstadt-Dieburg in Hessen. Die Kirchengemeinde gehört zum Dekanat Darmstadt in der Propstei Starkenburg der Evangelischen Kirche in Hessen und Nassau.

## Beschreibung
Die Saalkirche wurde 1717 auf den Fundamenten älterer Kirchen nach Plänen von Louis Remy de la Fosse im Baustil des Barock erbaut. Architekt und Baumeister könnte aber auch der fürstliche Bauverwalter Friedrich Sonnemann (1679–1735) gewesen sein. Sie wurde nach Osten hin zu einem rechteckigen Grundriss vergrößert. Das Portal war zunächst an der südlichen Seitenwand und wurde später nach Westen gegenüber dem Chor versetzt. Aus dem Satteldach des Kirchenschiffs erhebt sich im Westen ein quadratischer Dachreiter, der die Turmuhr und den Glockenstuhl mit vier Kirchenglocken von 1948 beherbergt.

## Ausstattung
Der Innenraum wurde bereits im 18. Jahrhundert verändert. Er erhielt umlaufende Emporen. Die Kanzel, die sich zunächst an der südlichen Längswand befand, wurde hinter den Altar versetzt.

## Orgel
Die heutige Orgel wurde 1947 mit 19 klingenden Registern, einem Vorabzug sowie zwei Transmissionen auf zwei Manualen und einem Pedal von der Werkstatt Förster & Nicolaus gebaut. Dabei wurde ein historischer Orgelprospekt des in Lohr am Main wirkenden Orgelbauers Johann Peter Schleich aus dem Jahr 1725 weiterverwendet. 1962 nahm die Erbauerwerkstatt Anpassungen an der Disposition vor, 1971 fand eine Reinigung statt, ebenfalls verbunden mit Änderungen an der Disposition. Wiederum durch die Erbauerwerkstatt wurde 1997 eine Neuverkableung der elektrischen Bauteile durchgeführt. Eine weitere Reinigung der Orgel fand im Jahr 2020 statt. Diese wurde mit einer Reorganisation des Werks verbunden und durch die Orgelbauwerkstatt Jann, Allkofen durchgeführt. Die Orgel verfügt nun über 20 klingende Register, aus denen 9 Transmissionen und 8 Extensionen zur Erweiterung der Möglichkeiten des Instrumentes entnommen werden.

## Glocken
| Name            | Schlagton | Gewicht (kg) | Inschrift                                                |
| --------------- | --------- | ------------ | -------------------------------------------------------- |
| Ewigkeitsglocke | e′        | 1020         | O LAND, LAND, HÖRE DES HERRN WORT                        |
| Friedensglocke  | g′        | 0594         | DER FRIEDE DES HERRN SEI MIT EUCH                        |
| Gebetsglocke    | a′        | 0424         | KOMMT HER ZU MIR ALLE, DIE IHR MÜHSELIG UND BELADEN SEID |
| Totenglocke     | h′        | 0299         | HERR, LEHRE UNS BEDENKEN, DASS WIR STERBEN MÜSSEN        |